# Guido Barbujani
Guido Barbujani (Adria, 1955) es genetista y escritor italiano. Ha trabajado en la Universidad Estatal de Nueva York, en las universidades de Padua y Bolonia, y desde 1996 es catedrático de genética y genética de las poblaciones en el Departamento de Ciencias de la Vida y Biotecnología de la Universidad de Ferrara, donde ha trabajado distintos aspectos de la diversidad genética humana y de la biología evolucionista.
En colaboración con Robert R. Sokal, ha sido de los primeros en desarrollar un método estadístico para confrontar datos genéticos y lingüísticos, y así reconstruir la historia evolutiva de la población humana. Mediante el estudio del ADN y de cómo están distribuidas las diferencias genéticas, ha llegado a demostrar que el concepto tradicional de raza no representa una descripción satisfactoria de la diversidad humana. Es presidente de la Asociación Italiana de Genética y editor de las revistas Human Heredity y BMC Genetics. Como escritor, ha publicado cuatro novelas y numerosos libros de ensayo, entre ellos L’invenzione delle razze (Bompiani, 2006), premio Merk Serono 2007.

## Publicaciones

### Publicaciones originales
- Gli africani siamo noi. Alle origini dell'uomo. Editorial Laterza. 2018. 137 páginas. ISBN 8858130995.
- Sillabario di genetica per principianti. Editorial Bompiani. 2019. 272 páginas. ISBN 8830100985.
- Europei senza se e senza ma: Storie di neandertaliani e di immigrati. Editorial Bompiani. 2021. 318 páginas. ISBN 8830103934
- Come eravamo. Storie dalla grande storia dell’uomo. Editorial Laterza. 2022. 208 páginas. ISBN 978-8858148785.
- L'alba della storia. Una rivoluzione iniziata diecimila anni fa. Editorial Laterza. 2024. 208 páginas. ISBN 978-8858155141.

### Traducciones al español
- Contra el racismo. Guido Barbujani, Marco Aime, Clelia Bartoli y Joan Subirats. 2017. 223 páginas. ISBN 9788461793754
- La vuelta al mundo en seis millones de años. Guido Barbujani y Andrea Bronelli. Alianza Editorial. 2021. 232 páginas. ISBN 978-8413620732.
- Tal como éramos: Una historia de los orígenes de la especie humana que comienza mirando directamente a los ojos de nuestros ancestros. Alianza Editorial. 2023. 272 páginas. ISBN 9788411482271.